# Panoráma

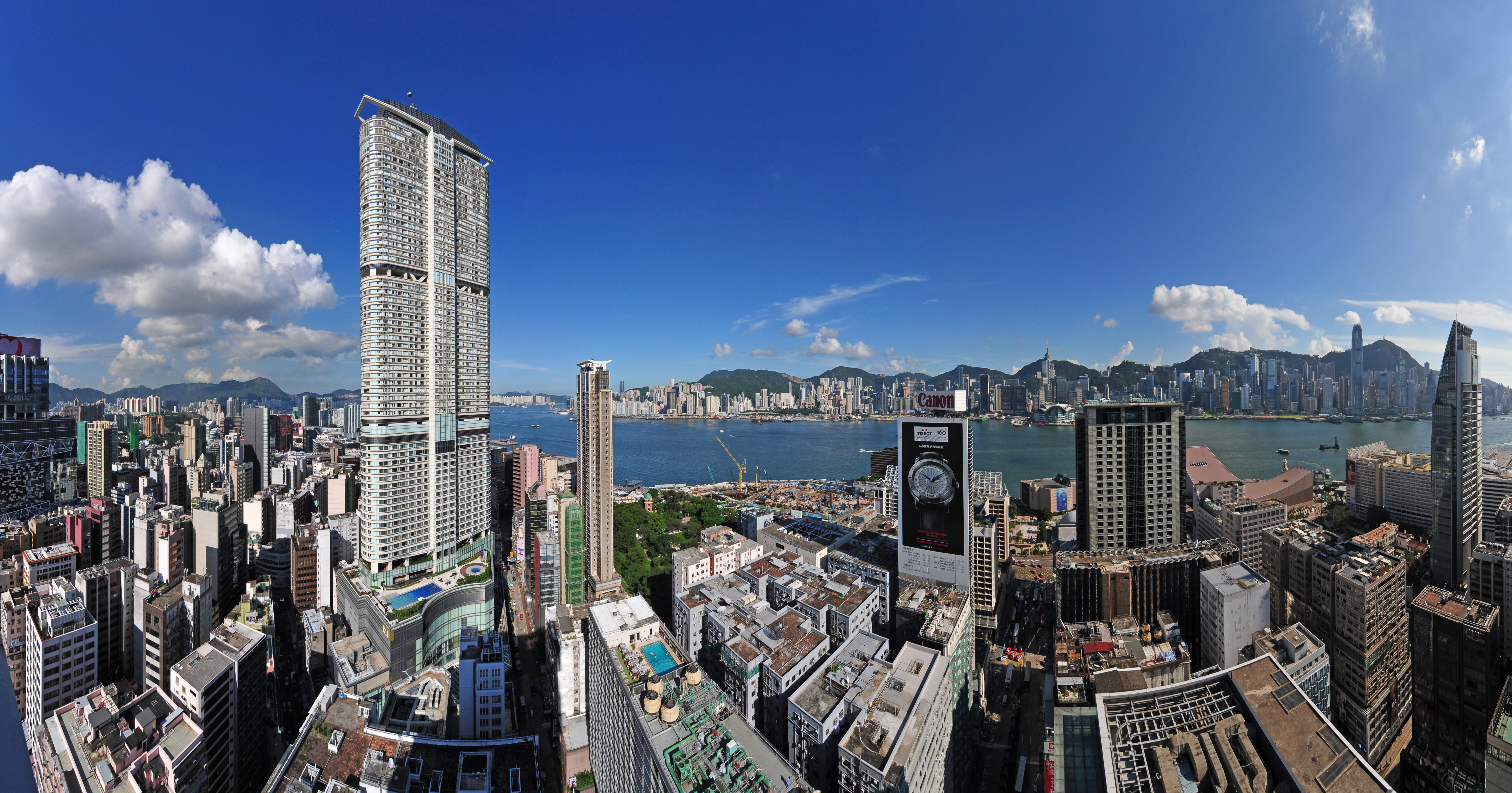
270° Hongkong

Panoráma je jakýkoliv široký, celkový rozhled / výhled / pohled na krajinu nebo nějaký celek. Používá se často také na označení širokoúhlé reprezentace obrazu v malbě, kresbě, fotografii, filmu a videu nebo v trojrozměrném modelu.

## Panoramatická fotografie
Fotografie, která zobrazuje velký úhel pohledu. Může být planární, cylindrická nebo sférická (kubická).

## Známá panoramata
- Maroldovo panoráma bitvy u Lipan
- Panoráma Obrana Sevastopolu